# Jürgen Croy
Jürgen Croy (født 19. oktober 1946) er en østtysk tidligere fodboldspiller, der spillede næsten hundrede landskampe i 1960'erne og 1970'erne og var med til at vinde medaljer ved to olympiske lege. Croy var målmand.

## Karriere

### Klubber
Jürgen Croy spillede hele sin ungdoms- og seniorkarriere for BSG Motor Zwickau, der i 1968 kom til at hedde BSG Sachsenring Zwickau. Her spillede han 372 kampe, indtil han indstillede den aktive karriere i 1981. Med denne klub var han med til at vinde det østtyske pokalmesterskab to gange (1967 og 1975), og han var med til at nå semifinalen i de Europæiske Pokalvinderes Turnering i 1967-1968.
Undervejs i karrieren forsøgte flere funktionærer fra det kommunistiske parti at overtale Croy til at skifte til en af de mere profilerede østtyske klubber, men det lykkedes dem ikke: Croy stod fast på at blive i Zwickau.
Han blev kåret som Årets fodboldspiller i DDR i 1972, 1976 og 1978, og i 1989 blev han valgt som bedste DDR-spiller i 40 år.

### Landshold
Efter at have spillet 21 kampe på østtyske ungdomshold debuterede Croy 17. maj 1967 på DDR's fodboldlandshold i en 1-0 sejr over Sverige i Helsingborg og spillede i alt 90 landskampe ud over OL-kampe. Han var blandt andet med i den berømte kamp, da DDR ved VM 22. juni 1974 i indledende runde sensationelt besejrede værtslandet Vesttyskland i en af fodboldhistoriens mest berømte kampe. Det var eneste gang, DDR deltog i en VM-slutrunde, og resultatet betød, at begge hold gik videre til mellemrunden, og mens dette blev endestationen for DDR, gik Vesttyskland videre og endte med at vinde turneringen.
Han var med for sit land ved OL 1972 i München, hvor DDR med to sejre i indledende runde kvalificerede sig til semifinalepuljerne. Her blev det til to sejre, men nederlag til Ungarn, hvilket betød, at holdet skulle spille bronzekamp. Polen blev olympiske mestre med finalesejr over Ungarn, mens DDR mødte Sovjetunionen i kampen om bronze. Til dette OL var det besluttet, at hvis medaljekampene endte uafgjort, også efter forlænget spilletid, skulle begge hold modtage medaljerne. Det fik som konsekvens, at hverken DDR og Sovjetunionen (efter 2-2 i ordinær spilletid) for alvor spillede for sejren i forlængelsen for ikke at risikere at tabe, og til publikums store utilfredshed endte kampen uden yderligere scoringer, så begge hold fik bronzemedaljer.
Croy var igen med ved OL 1976 i Montreal. Disse lege var generelt præget af afbud fra en lang række afrikanske lande, og flere sydamerikanske lande meldte også fra i fodboldturneringen. DDR, der stillede med næsten samme trup som ved VM to år forinden, kom som følge deraf i en pulje med blot tre hold, og efter at have spillet 0-0 mod Brasilien i første kamp besejrede de derpå Spanien i sidste puljekamp og gik derpå videre sammen med brasilianerne videre til kvartfinalen. Her vandt DDR 4-0 over Frankrig, og i semifinalen fulgte de op med 2-1 over Sovjetunionen. I finalen mødte østtyskerne de forsvarende mestre fra Polen, der tillige var VM-bronzevindere fra to år tidligere, men polakkerne var ikke i samme form, så Bransch og østtyskerne vandt forholdsvis nemt 3-1 og sikrede sig dermed guldet, men Polen fik sølv og Sovjetunionen bronze.

### Videre karriere
Efter afslutningen på sin aktive karriere arbejdede Croy, der var uddannet sportslærer, nogle år som træner i sin tidligere klub. Senere blev han gymnasielærer i idræt, og han har også arbejdet for sportsudstyrsfirmaet Puma SE samt skrevet for aviser. Han har desuden været med i bestyrelsen for Sachsenring Zwickau. I 1994 blev han som partiløs valgt som borgmester i Zwickau, og senere var han administrerende direktør for kultur samme sted i begyndelsen af 2000'erne.